# Rafael Thyere
Rafael Thyere Albuquerque Marques (João Pessoa, 17 maggio 1993) è un calciatore brasiliano, difensore dello Sport Recife.

## Carriera
Gioca dal 2015 con il Grêmio, dopo essere stato presto al Boa Esporte senza però aver mai giocato.

## Statistiche

### Presenze e reti nei club
Statistiche aggiornate al 30 novembre 2017.
| Stagione        | Squadra         | Campionato      | Campionato | Campionato | Coppe nazionali | Coppe nazionali | Coppe nazionali | Coppe continentali | Coppe continentali | Coppe continentali | Altre coppe | Altre coppe | Altre coppe | Totale | Totale |
| Stagione        | Squadra         | Comp            | Pres       | Reti       | Comp            | Pres            | Reti            | Comp               | Pres               | Reti               | Comp        | Pres        | Reti        | Pres   | Reti   |
| --------------- | --------------- | --------------- | ---------- | ---------- | --------------- | --------------- | --------------- | ------------------ | ------------------ | ------------------ | ----------- | ----------- | ----------- | ------ | ------ |
| 2013            | Gremio          | A1/SP+A         | 0          | 0          |                 | -               | -               |                    | -                  | -                  |             | -           | -           | 0      | 0      |
| 2014            | Gremio          | A1/SP+A         | 3+1        | 0          |                 | -               | -               |                    | -                  | -                  |             | -           | -           | 4      | 0      |
| 2015            | Gremio          | A1/SP+A         | 0+4        | 0          | CB              | 2               | 0               |                    | -                  | -                  |             | -           | -           | 6      | 0      |
| 2016            | Gremio          | A1/SP+A         | 2+9        | 0          | CB              | 2               | 0               | CL                 | 0                  | 0                  | -           | -           | -           | 14     | 0      |
| 2017            | Gremio          | A1/SP+A         | 7+15       | 0+2        | CB              | 1               | 0               | CL                 | 5                  | 0                  | -           | -           | -           | 28     | 2      |
| Totale Grêmio   | Totale Grêmio   | Totale Grêmio   | 28         | 2          |                 | 5               | 0               |                    | 5                  | 0                  |             | -           | -           | 38     | 2      |
| Totale carriera | Totale carriera | Totale carriera | 28         | 2          |                 | 5               | 0               |                    | 5                  | 0                  |             | -           | -           | 38     | 2      |

## Palmarès

### Club

#### Competizioni nazionali
- Coppa del Brasile: 1

Grêmio: 2016

#### Competizioni internazionali
- Coppa Libertadores: 1

Grêmio: 2017

#### Competizioni statali
- Campionato Pernambucano: 3

Sport Recife: 2019, 2023, 2024